# رافييل فيكي
رافييل فيكي (مواليد 26 أبريل 1977) هو لاعب كرة قدم. يلعب مع منتخب سويسرا لكرة القدم. سبق له أن لعب في كأس العالم لكرة القدم مع منتخب بلاده.

## مسيرته الكروية
لعب رافييل فيكي خلال مسيرته الاحترافية مع 5 أندية في سبعة عشر موسمًا وسجل خلالها 8 أهداف ضمن 369 مباراة. حيث فاز في أربعة مواسم بالكأس وفي موسم واحد بالدوري.
خاض رافييل فيكي مسيرته مع نادي سيون في موسم 1993–94 في المرة الأولى ليلعب معه أربعة مواسم ثم في موسم 2007–08 لمدة موسم واحد، مشاركًا طوالها في 135 مباراة سجل خلالها 3 أهداف. ثم انتقل إلى نادي فيردر بريمن في موسم 1997–98 ليلعب معه أربعة مواسم، حيث شارك في 92 مباراة سجل خلالها هدفًا واحدًا. لينتقل بعدها إلى نادي أتلتيكو مدريد في موسم 2000–01 لمدة موسم واحد، مشاركًا في 11 مباراة ولم يسجل أي هدف. ثم انتقل إلى نادي هامبورغ في موسم 2001–02 ليلعب معه ستة مواسم، مشاركًا في 126 مباراة سجل خلالها 4 أهداف. هذا وانتقل لاحقًا إلى نادي شيفاز يو إس أي ما بين عامي 2008 و2009 لمدة موسم واحد، مشاركًا في 5 مباريات ولم يسجل أي هدف.

## روابط خارجية
- رافييل فيكي على موقع الاتحاد الدولي (مؤرشف)  (الإنجليزية)
- رافييل فيكي على موقع الاتحاد الأوربي (الإنجليزية)
- رافييل فيكي على موقع الدوري الأمريكي (الإنجليزية)
- رافييل فيكي على موقع قاعدة بيانات كرة القدم.إي يو (الإنجليزية)
- رافييل فيكي على موقع بيانات كرة القدم. دي إي (الألمانية)
- رافييل فيكي على موقع ناشيونال فوتبول تيمز (الإنجليزية)
- رافييل فيكي على موقع عالم كرة القدم.نت (الإنجليزية)